# Simulium canonicola
Simulium canonicola är en tvåvingeart som först beskrevs av Dyar och Shannon 1927.  Simulium canonicola ingår i släktet Simulium och familjen knott. Inga underarter finns listade i Catalogue of Life.